# ミシェル・コルボ
ミシェル・コルボ（Michel Corboz, 1934年2月14日 - 2021年9月2日）は、スイスの指揮者。

## 経歴
1934年、スイスのフリブール州マルサン生まれ。地元フリブールの音楽学校で声楽と音楽理論を、リボーピエール学園で作曲を学ぶ。
1961年にローザンヌ声楽アンサンブルを創設してその指揮者に就任し、ローザンヌ器楽アンサンブルなどとともに積極的に録音活動や演奏旅行をこなしてきた。リスボンのグルベンキアン管弦楽団ならびにグルベンキアン合唱団とも共演を続けて、ジュネーヴ音楽院では教壇に立っていた。
一般的には合唱指揮者として、とりわけルネサンスから近現代にいたるまでの宗教曲の専門家として著名であり、とりわけモンテヴェルディやフォーレの録音のほか、バッハの受難曲の上演は国際的に知られていた。温もりを感じさせる抒情的な表現は、これらのほかにも、たとえばブラームスの合唱曲集や『ドイツ・レクイエム』の録音においても変わることなく認められる。また、マリア・ジョアン・ピレシュらとは協奏曲の録音でも共演した。
2021年9月2日、心不全のため死去。87歳没。